# 광주북동천주교회
광주북동천주교회(광주북동천주교회)는 광주광역시 북구 북동에 있는 일제강점기의 교회 건축물이다. 1999년 4월 30일 광주광역시의 기념물 제25호로 지정되었다.

## 개요
이 교회는 전라남도 지역이 광주교구로 승격되던 1937년 광주성당의 4대 주임신부로 부임한 구< 具 >신부(Rev. Thomas Quinlan)가 계획을 세워서 지은 것이다. 구신부는 교회를 신축하기 위해서 성당건축에 경험이 많은 중국인 가요셉에게 설계와 공사를 맡겨서 1937년 10월에 착공하여 이듬해 6월에 낙성하였다.
건물의 평면은 가늘고 긴 사각형으로 정면에 종탑을 배치하고 좌측면에만 제의실과 고해실을 배치하였다. 외벽은 고막이돌을 놓고 붉은색 벽돌을 쌓았으며, 종탑과 측면에 있는 창틀과 문에는 화강석으로 인방을 설치하였다. 내부의 벽과 천정은 별다른 장식이 없이 흰색 회를 발라 마감하였다. 1987년 7월에 일부를 증축하였고, 창틀과 지붕은 최근에 재료를 바꾸어 보수하였다.

## 참고 문헌
- 광주북동천주교회 - 국가유산청 국가유산포털